# Laphria aperta
Laphria aperta är en tvåvingeart som beskrevs av Walker 1858. Laphria aperta ingår i släktet Laphria och familjen rovflugor. Inga underarter finns listade i Catalogue of Life.